# Premio Europa
El Premio Europa de Teatro (Premio PET), establecido en 1986 por la Comisión Europea a cargo de Melina Mercouri. Desde 2002 ha sido reconocido por el Parlamento Europeo. 
En 1987, el primer jurado estuvo presidido por Irene Papas.
El PET es un reconocimiento que se otorga por haber “contribuido a la realización de eventos culturales que son cruciales para el entendimiento y conocimiento entre los pueblos”. Desde 1990, también se otorga el Premio Europa Realidades Teatrales (PERT), inspirado por el deseo de fomentar las tendencias e iniciativas emergentes en el teatro europeo.

## Laureados PET[1]
- 1987 - Ariane Mnouchkine y el Théâtre du Soleil, Melina Merkourī (Premio especial)
- 1989 - Peter Brook
- 1990 - Giorgio Strehler
- 1994 - Heiner Müller
- 1997 - Robert Wilson
- 1998 - Luca Ronconi, Václav Havel (Premio especial)
- 1999 - Pina Bausch
- 2000 - Lev Dodin, BITEF - Belgrade International Theatre Festival (Premio especial), Ibrahim Spahić (Mención especial)
- 2001 - Michel Piccoli
- 2006 - Harold Pinter
- 2007 - Robert Lepage y Peter Zadek
- 2008 - Patrice Chéreau
- 2009 - Krystian Lupa
- 2011 - Peter Stein, Yuri Lyubimov (Premio especial)
- 2016 - Mats Ek, Silviu Purcarete (Premio especial)
- 2017 - Isabelle Huppert, Jeremy Irons, Wole Soyinka (Premio especial), Fadhel Jaïbi (Mención especial)
- 2018 - Valery Fokin, Núria Espert (Premio especial)

## PERT[1]
- 1990 - Anatoli Vasíliev
- 1994 - Giorgio Barberio Corsetti, Els Comediants, Eimuntas Nekrošius
- 1997 - Théâtre de Complicité (Simon McBurney), Carte Blanche - Compagnia della Fortezza (Armando Punzo)
- 1998 - Christoph Marthaler
- 1999 - Royal Court Theatre (Sarah Kane, Mark Ravenhill, Jez Butterworth, Conor McPherson, Martin McDonagh)
- 2000 - Theatergroep Hollandia (Johan Simons, Paul Koek), Thomas Ostermeier, Societas Raffaello Sanzio (Romeo Castellucci, Chiara Guidi)
- 2001 - Heiner Goebbels, Alain Platel
- 2006 - Oskaras Koršunovas, Josef Nadj
- 2007 - Alvis Hermanis, Biljana Srbljanović
- 2008 - Rimini Protokoll (Helgard Haug, Stefan Kaegi, Daniel Wetzel), Sasha Waltz, Krzysztof Warlikowski, Belarus Free Theatre (Mención especial)
- 2009 - Guy Cassiers, Pippo Delbono, Rodrigo García, Árpád Schilling, François Tanguy y el Théâtre du Radeau
- 2011 - Viliam Dočolomanský, Katie Mitchell, Andrey Moguchy, Kristian Smeds, Teatro Meridional, Vesturport Theatre
- 2016 - Viktor Bodó, Andreas Kriegenburg, Juan Mayorga, National Theatre of Scotland, Joël Pommerat
- 2017 - Susanne Kennedy, Jernej Lorenci, Yael Ronen, Alessandro Sciarroni, Kiril Serébrennikov, Teatro NO99, Dimitris Papaioannou (Premio especial)
- 2018 - Sidi Larbi Cherkaoui, Cirkus Cirkör (Tilde Björfors), Julien Gosselin, Jan Klata, Milo Rau, Tiago Rodrigues